# Фомін Іван Миколайович
Іван Миколайович Фомін (15 жовтня 1948, село Топілли, тепер Милославського району Рязанської області, Російська Федерація) — радянський діяч, бригадир водіїв автодоркомбінату № 16 Московського міжгалузевого виробничо-транспортного об'єднання «Мосавтотранс». Член ЦК КПРС у 1990—1991 роках.

## Життєпис
У 1966 році закінчив міське професійно-технічне училище міста Скопін Рязанської області.
У 1966—1967 роках — муляр пересувної механізованої колони № 11 в місті Скопін.
З 1967 по 1969 рік служив у Радянській армії.
У 1970—1980 роках — водій автодоркомбінату № 16 Московського міжгалузевого виробничо-транспортного об'єднання «Мосавтотранс» міста Москви.
Член КПРС з 1976 року.
У 1980 році закінчив середню вечірню школу робітничої молоді в Москві.
З 1980 року — бригадир водіїв автодоркомбінату № 16 Московського міжгалузевого виробничо-транспортного об'єднання «Мосавтотранс» міста Москви.
Подальша доля невідома.